# Марк Річардсон (легкоатлет)
Марк Річардсон  (англ. Mark Richardson; нар. 26 липня 1972) — британський легкоатлет, олімпійський медаліст.

## Виступи на Олімпіадах
| Олімпіада      | Дисципліна              | Місце |
| -------------- | ----------------------- | ----- |
| Барселона 1992 | естафета 4 x 400 метрів | 3     |
| Атланта 1996   | естафета 4 x 400 метрів | 2     |